# 泉河头镇
泉河头镇，是中华人民共和国河北省唐山市丰润区下辖的一个乡镇级行政单位。

## 行政区划
泉河头镇下辖以下地区：
白各庄村、团山子村、小港村、张庄子村、新付村、罗文口村、亢各庄村、吴事庄村、刘庄村、王庄村、苏付庄村、韩庄村、龙善寺村、古石城村、西佑国寺村、东佑国寺村、东孝义村和西孝义村。